# 暴風ガールズファイト
『暴風ガールズファイト』（ぼうふうガールズファイト）は、著：佐々原史緒、イラスト：倉藤倖のライトノベル作品。2007年9月からファミ通文庫（エンターブレイン）より刊行されている。
ミッションスクールの中高女子ラクロス部を舞台に、ラクロスを愛する少女と、彼女に引き込まれた主人公たちが、部員を集めて日本一を目指すさまを描く。執筆にあたり著者は母校・聖ドミニコ学園のラクロス部の練習や試合に取材し、登場人物の一部はOGの名前を借用している。

## ストーリー
舞台は東京都世田谷区にある、幼稚園から高等部まで一貫教育のミッションスクール・聖ヴェリタス女学院。主人公の麻生広海は、自分に相談を持ちかけず他の進学先を選んだ親友・森戸結衣との別れにより、鬱屈した気持ちで高校生活1日目を迎えた。だがそんな彼女の前に、破天荒な少女・五十嵐千果が現れる。彼女は宣言する……「ラクロスで日本を優勝させる、嵐を呼ぶ女」だと。

## 登場人物

### 聖ヴェリタス女学院
麻生 広海（あそう ひろみ）
主人公。高等部1年A組。初等部から入学。常に級長に選出されるような優等生であるが、「平穏に学園生活を送るための仮面だ」と斜に構えた面がある。そんな本心を決して人前で見せようとしなかった。
五十嵐 千果（いがらし ちか）
高等部1年A組。高等部から入学の帰国子女で、米国マサチューセッツ州ボストンよりやってきた。現在は二子玉川の和菓子店「まるとも屋」を経営する祖母を手伝いながらのふたり暮らし。
ラクロスに並々ならぬ情熱と愛情を注ぎ、まるで嵐のように周りの少女たちを席巻していく。
夢は女子ラクロス・ワールドカップ日本優勝。
嶋 あかね（しま あかね）
高等部1年C組。高等部から入学。出身は関西でコテコテの関西弁を操る。『マリア様がみてる』風な女子高生活を期待したり、『ふたりはプリキュア』のキュアブラックに憧れて新ラクロス部入部を決めたりするなどの、超オタク娘。
宮前 雪乃（みやまえ ゆきの）
高等部1年D組。幼稚園からのヴェリタス生で、超お嬢様。あだ名は「白雪」。全国優勝を何度も重ねるコーラス部のソリストだったが、極度の一番好きにより、勝ちが分かっている勝負よりも、挑戦者の立場から頂点を目指したいと考え、新ラクロス部に入部。
長谷川 悠里（はせがわ ゆうり）
高等部1年B組。初等部から入学。中学まで地元のサッカークラブでゴールキーパーを務める。高校進学と同時に男女混合のサッカーチームに籍を置けなくなったため、フットサルか女子サッカーへの転向を考えていた折、千果に新ラクロス部へと誘われる。常に冷静な努力家。また新ラクロス部では貴重な常識派でもある。
小坂 依奈（こさか えな）
中等部3年C組。中等部から入学。中学生とは思えない見事なプロポーションの持ち主。良くない噂が絶えないギャルだが、実際は抜きん出た運動力と一生懸命さを持っている。
姉の万里（まり）は高等部3年B組所属で生徒会長。そのため、優等生・劣等生姉妹と揶揄されることも。
大西 くらら（おおにし くらら）
高等部2年B組。ラクロス部部長。ラクロスに愛情を注ぎ、試合観戦などの知識も豊富。性格は温和だが、少し気弱で押しに弱い。またかなりの男性恐怖症。
黒田 苑子（くろだ そのこ）
高等部2年B組。くららの幼なじみで親友。クールでドライな性格。くららを大切に思うが故、広海たちに強く当たることも。
カレン・バクスター
高等部1年C組に来たオーストラリア人の留学生。オカルトマニア。広海から日本の心霊スポットに案内すると言われて新ラクロス部に入部する。
九條 香月（くじょう かづき）
高等部2年A組。中性的な風貌から「王子」と呼ばれ、ファンが多い。千果に新ラクロス部へと誘われる。
高梨 光葉・明葉（たかなし みつは・あきは）
ともに中等部2年の双子。九條香月のファンで、彼女に付き従って新ラクロス部に入部する。
加賀見 玲子（かがみ れいこ）
高等部2年。体育会系の部活動の中ではトップに君臨する、テニス部部長。新ラクロス部に無理難題をふっかける。特にくららと苑子には冷たい言葉を浴びせかける。
小坂 万里（こさか まり）
高等部3年B組。生徒会長を務める依奈の姉。姉妹仲は険悪。
手塚夕子（てづか ゆうこ）
生物教師。新ラクロス部顧問。アンニュイな雰囲気のほっそりした女性だが、異常な大食い。「まるとも屋」の和菓子も贔屓にしている。

### 清峰大学
五十嵐 圭吾（いがらし けいご）
2年。千果の従兄。千果の境遇を気にかけるやさしい文系青年。
秋山 博巳（あきやま ひろみ）
政経学部2年。ラクロス部所属。広海と同じ読みの名前を持つ、粗野な青年。
清峰大学は男女とも1部リーグに所属するラクロスの強豪。
牧村 聡子（まきむら さとこ）
英文学部3年。ラクロス部所属。圭吾も博巳も頭が上がらない強かな女性。

### 常磐音楽高校
森戸 結衣（もりと ゆい）
専科・ピアノ科1年。幼稚園から中等部までを聖ヴェリタス女学院で過ごした。広海の親友。

## 既刊
- 佐々原史緒（著）・倉藤倖（イラスト）、『暴風ガールズファイト』 エンターブレイン〈ファミ通文庫〉、既刊2巻（2007年12月25日現在）
  1. 2007年10月11日初版発行（9月29日発売[3]）、ISBN 9784757737525
  2. 2008年1月4日初版発行（2007年12月25日発売[4]）、ISBN 9784757739192